# Senso unico

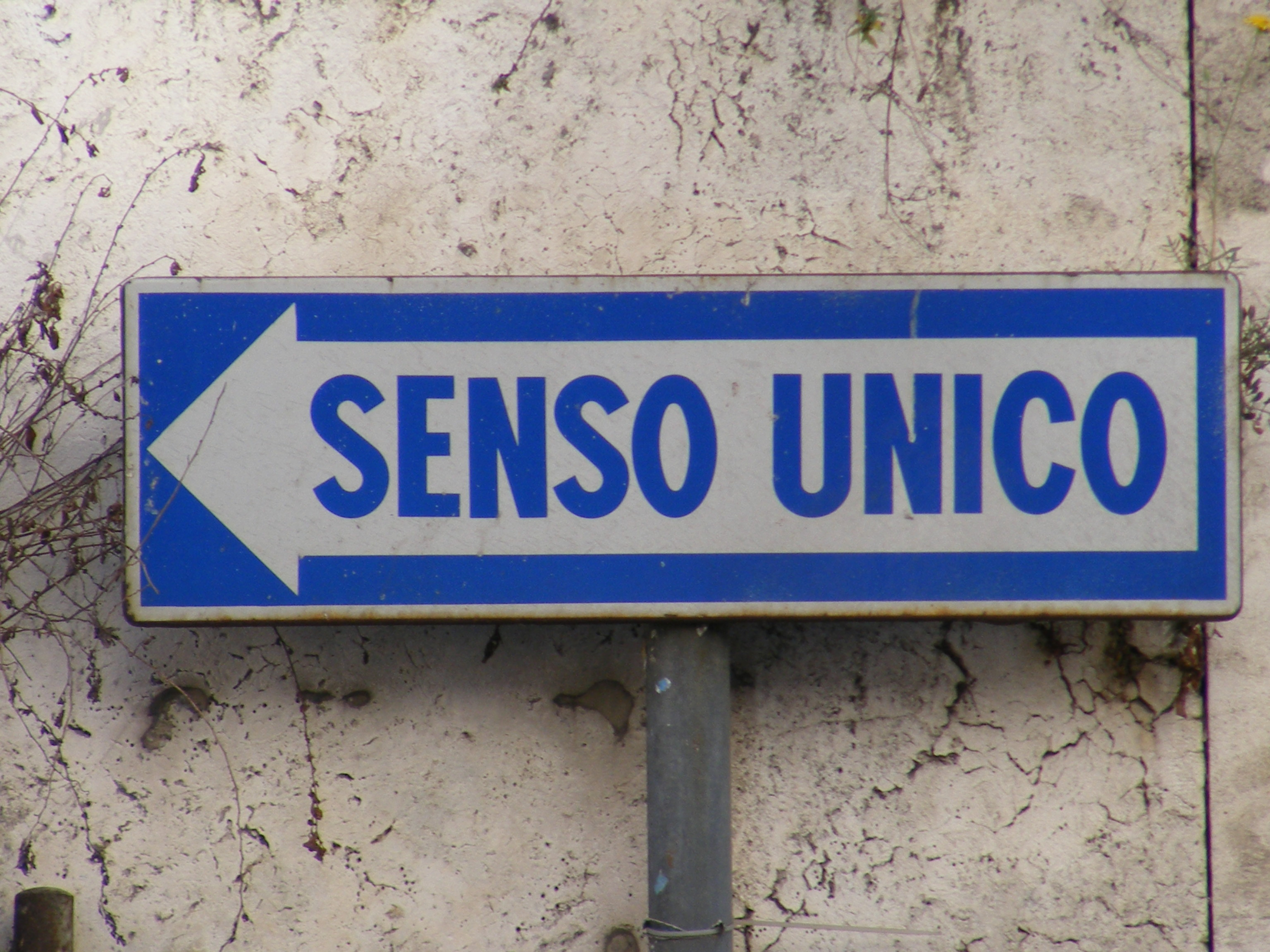
Vecchio segnale italiano di senso unico

Il senso unico è un sistema di gestione del traffico dove in una carreggiata viene accettata solo una direzione del senso di marcia.
I principali utilizzi del senso unico sono nelle vie cittadine strette e nelle strade a due carreggiate indipendenti, come le autostrade. Anche le strade che compongono gli svincoli e le intersezioni a livelli sfalsati sono a senso unico, poiché una strada può essere solo usata per l'immissione o l'uscita dalla strada collegata dallo svincolo.
Una variante del senso unico è costituita dal senso unico alternato, dove le due direzioni vengono alternate, a differenza del senso unico "classico", dove viene accettata una sola direzione.

## Segnaletica stradale in Italia
Il senso unico viene regolato con degli specifici segnali stradali.
Nella parte in cui è possibile accedere viene installato un segnale mostrante una freccia orientata verso l'alto (senso unico frontale) o negli incroci un segnale che mostra una freccia orientata verso sinistra o destra per segnalare il termine del doppio senso di circolazione.
Nella parte opposta viene installato un segnale di divieto circolare rosso con una barra bianca, atto a segnalare che in quella direzione i veicoli non sono ammessi.
Immediatamente sotto al segnale di divieto di accesso per senso unico può essere presente il pannello integrativo che, come per altri segnali principali, limita e specifica il significato del cartello. Frequenti sono i casi in cui si consente l'accesso nel senso vietato ai bus urbani, ai servizi di raccolta rifiuti ecc.
Quando una strada a senso unico si immette in una strada a doppio senso di circolazione viene utilizzato l'apposito segnale di pericolo con due frecce, di cui una orientata verso il basso ed una orientata verso l'alto.

Segnale frontale indicante l'inizio di una strada a senso unico
Segnale indicante l'inizio di una strada a senso unico
Segnale stradale atto ad indicare che in quella direzione i veicoli non sono ammessi
Segnale stradale atto ad indicare il ritorno del doppio senso di circolazione
Pannello integrativo che consente l'accesso ai bus (o altri tipi di veicoli)

Versione precedentemente in uso

In vigore fino al 1992

## Segnaletica stradale nei vari Stati

### Europa
I segnali stradali di senso unico negli stati europei presentano una certa somiglianza ed uniformità tra loro, in quanto molti paesi si rifanno alla convenzione di Vienna del 1968. Esistono tuttavia delle differenze grafiche, di codice colore e di testo.
|         |       |         |           |           |         |          |         |         |             |                    |          |             |
|         |       |         |           |           |         |          |         |         |             |                    |          |             |
| Austria | Cipro | Croazia | Danimarca | Finlandia | Francia | Germania | Islanda | Irlanda | Lussemburgo | Macedonia del Nord | Norvegia | Paesi Bassi |

|         |             |                 |         |                 |        |            |          |        |        |          |          |
|         |             |                 |         |                 |        |            |          |        |        |          |          |
| Polonia | Regno Unito | Repubblica Ceca | Romania | Russia, Ucraina | Serbia | Slovacchia | Slovenia | Spagna | Svezia | Svizzera | Ungheria |

### Africa
|                                                                                                 |           |        |
|                                                                                                 |           |        |
| Botswana, Lesotho, Malawi, Mozambico, Namibia, Sudafrica, Swaziland, Tanzania, Zambia, Zimbabwe | Mauritius | Uganda |

### America
|                        |          |            |                       |
|                        |          |            |                       |
| Canada, Cile, Colombia | Giamaica | Porto Rico | Stati Uniti d'America |

### Asia
|            |        |      |       |           |          |      |         |       |       |           |        |         |         |
|            |        |      |       |           |          |      |         |       |       |           |        |         |         |
| Bangladesh | Brunei | Cina | Corea | Hong Kong | Giappone | Iran | Israele | Macao | Nepal | Singapore | Taiwan | Turchia | Vietnam |

### Oceania
|           |               |
|           |               |
| Australia | Nuova Zelanda |